# Saison 2004 de la WTA
Vainqueurs des tournois majeurs
Résultats des tournois de tennis organisés par la Women's Tennis Association (WTA) en 2004.

## La saison 2004 en résumé
Après deux saisons dominées par Serena Williams, aucune joueuse ne parvient à imposer son leadership pendant la saison 2004 de la Women's Tennis Association (WTA).
Si la Belge Justine Henin gagne les Internationaux d'Australie, ce sont trois Russes qui enlèvent les derniers Grands Chelems : la surprenante Anastasia Myskina à Roland-Garros, Maria Sharapova (dix-sept ans) à Wimbledon et Svetlana Kuznetsova à l'US Open.
Amélie Mauresmo, au bénéfice d'une belle régularité, devient numéro un mondiale le 13 septembre. Elle doit pourtant abandonner son trône in extremis à Lindsay Davenport, de retour après une année 2003 difficile et qui a remporté le plus de titres durant la saison.
Aux Jeux olympiques d'Athènes, Henin décroche l'or, Mauresmo l'argent et Alicia Molik le bronze.
Elena Dementieva, finaliste malheureuse à Roland-Garros et Flushing Meadows, doit se contenter d'un unique accessit à Hasselt, soit moins bien, notamment, qu'Alicia Molik (trois trophées), Kim Clijsters, Nicole Vaidišová, Émilie Loit et les Williams (toutes deux victoires chacune, de prestige variable). Mary Pierce enregistre à Bois-le-Duc son premier succès depuis le French Open en 2000.
La Russie, enfin, enlève pour la première fois de son histoire la Fed Cup face à la France en finale.
En double, la paire Ruano-Suárez gagne trois Majeurs, abandonnant Wimbledon à Cara Black et Rennae Stubbs.

## Organisation de la saison
Indépendamment des 4 tournois du Grand Chelem (organisés par l'ITF), la saison 2004 de la WTA se compose des tournois suivants :
- les tournois Tier I (10),
- les tournois Tier II (15),
- les tournois Tier III, Tier IV, Tier V (29)
- le tournoi des Jeux Olympiques d'Athènes
- Les Masters de fin de saison

La saison 2004 compte donc 60 tournois.
À ce calendrier s'ajoute aussi l'épreuve par équipes nationales : la Fed Cup.

## Palmarès

### Simple
| No | Date       | Nom et lieu du tournoi                          | Catégorie     | Dotation    | Surface         | Vainqueure          | Finaliste           | Score           |         |
| -- | ---------- | ----------------------------------------------- | ------------- | ----------- | --------------- | ------------------- | ------------------- | --------------- | ------- |
| 1  | 05/01/2004 | ASB Classic, Auckland                           | Tier IV       | 140 000 $   | Dur (ext.)      | Eléni Daniilídou    | Ashley Harkleroad   | 6-3, 6-2        | Tableau |
| 2  | 05/01/2004 | Uncle Tobys Hard Court, Gold Coast              | Tier III      | 170 000 $   | Dur (ext.)      | Ai Sugiyama         | Nadia Petrova       | 1-6, 6-1, 6-4   | Tableau |
| 3  | 12/01/2004 | Moorilla International, Hobart                  | Tier V        | 110 000 $   | Dur (ext.)      | Amy Frazier         | Shinobu Asagoe      | 6-3, 6-3        | Tableau |
| 4  | 12/01/2004 | Canberra Women’s Classic, Canberra              | Tier V        | 110 000 $   | Dur (ext.)      | Paola Suárez        | Silvia Farina       | 3-6, 6-4, 7-65  | Tableau |
| 5  | 12/01/2004 | Adidas International, Sydney                    | Tier II       | 585 000 $   | Dur (ext.)      | Justine Henin       | Amélie Mauresmo     | 6-4, 6-4        | Tableau |
| 6  | 19/01/2004 | Australian Open, Melbourne                      | G. Chelem     | 5 590 310 $ | Dur (ext.)      | Justine Henin       | Kim Clijsters       | 6-3, 4-6, 6-3   | Tableau |
| 7  | 02/02/2004 | Toray Pan Pacific Open, Tokyo                   | Tier I        | 1 300 000 $ | Moquette (int.) | Lindsay Davenport   | Magdalena Maleeva   | 6-4, 6-1        | Tableau |
| 8  | 09/02/2004 | Open Gaz de France, Paris                       | Tier II       | 585 000 $   | Moquette (int.) | Kim Clijsters       | Mary Pierce         | 6-2, 6-1        | Tableau |
| 9  | 16/02/2004 | ING Vysya Open, Hyderabad                       | Tier IV       | 140 000 $   | Dur (ext.)      | Nicole Pratt        | Maria Kirilenko     | 7-63, 6-1       | Tableau |
| 10 | 16/02/2004 | Kroger St. Jude Cellular South Cup, Memphis     | Tier III      | 190 000 $   | Dur (int.)      | Vera Zvonareva      | Lisa Raymond        | 4-6, 6-4, 7-5   | Tableau |
| 11 | 16/02/2004 | Proximus Diamond Games, Anvers                  | Tier II       | 585 000 $   | Moquette (int.) | Kim Clijsters       | Silvia Farina       | 6-3, 6-0        | Tableau |
| 12 | 23/02/2004 | Copa Colsanitas Seguros Bolivar, Bogota         | Tier III      | 170 000 $   | Terre (ext.)    | Fabiola Zuluaga     | M. A. Sánchez       | 3-6, 6-4, 6-2   | Tableau |
| 13 | 23/02/2004 | Duty Free Women’s Open, Dubaï                   | Tier II       | 585 000 $   | Dur (ext.)      | Justine Henin       | Svetlana Kuznetsova | 7-63, 6-3       | Tableau |
| 14 | 01/03/2004 | Abierto Mexicano Movistar, Acapulco             | Tier III      | 170 000 $   | Terre (ext.)    | Iveta Benešová      | Flavia Pennetta     | 7-65, 6-4       | Tableau |
| 15 | 01/03/2004 | Qatar Total Open, Doha                          | Tier II       | 600 000 $   | Dur (ext.)      | Anastasia Myskina   | Svetlana Kuznetsova | 4-6, 6-4, 6-4   | Tableau |
| 16 | 08/03/2004 | Pacific Life Open, Indian Wells                 | Tier I        | 2 100 000 $ | Dur (ext.)      | Justine Henin       | Lindsay Davenport   | 6-1, 6-4        | Tableau |
| 17 | 24/03/2004 | NASDAQ-100 Open, Miami                          | Tier I        | 3 060 000 $ | Dur (ext.)      | Serena Williams     | Elena Dementieva    | 6-1, 6-1        | Tableau |
| 18 | 05/04/2004 | GP Princesse Lalla Meryem, Casablanca           | Tier V        | 110 000 $   | Terre (ext.)    | Émilie Loit         | Ľudmila Cervanová   | 6-2, 6-2        | Tableau |
| 19 | 05/04/2004 | Bausch & Lomb Championships, Amelia Island      | Tier II       | 585 000 $   | Terre (ext.)    | Lindsay Davenport   | Amélie Mauresmo     | 6-4, 6-4        | Tableau |
| 20 | 12/04/2004 | Estoril Open, Estoril                           | Tier V        | 110 000 $   | Terre (ext.)    | Émilie Loit         | Iveta Benešová      | 7-5, 7-61       | Tableau |
| 21 | 12/04/2004 | Family Circle Cup, Charleston                   | Tier I        | 1 300 000 $ | Terre (ext.)    | Venus Williams      | Conchita Martínez   | 2-6, 6-2, 6-1   | Tableau |
| 22 | 26/04/2004 | Tippmix Grand Prix, Budapest                    | Tier V        | 110 000 $   | Terre (ext.)    | Jelena Janković     | Martina Suchá       | 7-64, 6-3       | Tableau |
| 23 | 26/04/2004 | J&S Cup, Varsovie                               | Tier II       | 585 000 $   | Terre (ext.)    | Venus Williams      | Svetlana Kuznetsova | 6-1, 6-4        | Tableau |
| 24 | 03/05/2004 | Ladies German Open, Berlin                      | Tier I        | 1 300 000 $ | Terre (ext.)    | Amélie Mauresmo     | Venus Williams      | Forfait         | Tableau |
| 25 | 10/05/2004 | Telecom Italia Masters, Rome                    | Tier I        | 1 300 000 $ | Terre (ext.)    | Amélie Mauresmo     | Jennifer Capriati   | 3-6, 6-3, 7-66  | Tableau |
| 26 | 17/05/2004 | Wien Energie Grand Prix, Vienne                 | Tier III      | 170 000 $   | Terre (ext.)    | Anna Smashnova      | Alicia Molik        | 6-2, 3-6, 6-2   | Tableau |
| 27 | 17/05/2004 | Internationaux de Strasbourg, Strasbourg        | Tier III      | 170 000 $   | Terre (ext.)    | Claudine Schaul     | Lindsay Davenport   | 2-6, 6-0, 6-3   | Tableau |
| 28 | 24/05/2004 | Roland-Garros, Paris                            | G. Chelem     | 5 982 126 $ | Terre (ext.)    | Anastasia Myskina   | Elena Dementieva    | 6-1, 6-2        | Tableau |
| 29 | 07/06/2004 | DFS Classic, Birmingham                         | Tier III      | 170 000 $   | Gazon (ext.)    | Maria Sharapova     | Tatiana Golovin     | 4-6, 6-2, 6-1   | Tableau |
| 30 | 14/06/2004 | Ordina Open, Bois-le-Duc                        | Tier III      | 170 000 $   | Gazon (ext.)    | Mary Pierce         | Klára Koukalová     | 7-6, 6-2        | Tableau |
| 31 | 14/06/2004 | Hastings Direct Int’l Championships, Eastbourne | Tier II       | 585 000 $   | Gazon (ext.)    | Svetlana Kuznetsova | Daniela Hantuchová  | 2-6, 7-62, 6-4  | Tableau |
| 32 | 21/06/2004 | The Championships, Wimbledon                    | G. Chelem     | 6 063 070 $ | Gazon (ext.)    | Maria Sharapova     | Serena Williams     | 6-1, 6-4        | Tableau |
| 33 | 12/07/2004 | Bank of the West Classic, Stanford              | Tier II       | 585 000 $   | Dur (ext.)      | Lindsay Davenport   | Venus Williams      | 7-64, 5-7, 7-64 | Tableau |
| 34 | 19/07/2004 | Internazionali Femminili, Palerme               | Tier V        | 110 000 $   | Terre (ext.)    | Anabel Medina       | Flavia Pennetta     | 6-4, 6-4        | Tableau |
| 35 | 19/07/2004 | JPMorgan Chase Open, Los Angeles                | Tier II       | 585 000 $   | Dur (ext.)      | Lindsay Davenport   | Serena Williams     | 6-1, 6-3        | Tableau |
| 36 | 26/07/2004 | Acura Classic, San Diego                        | Tier I        | 1 300 000 $ | Dur (ext.)      | Lindsay Davenport   | Anastasia Myskina   | 6-1, 6-1        | Tableau |
| 37 | 02/08/2004 | Nordea Nordic Light Open, Stockholm             | Tier IV       | 140 000 $   | Dur (ext.)      | Alicia Molik        | Tatiana Perebiynis  | 6-1, 6-1        | Tableau |
| 38 | 02/08/2004 | Coupe Rogers, Montréal                          | Tier I        | 1 300 000 $ | Dur (ext.)      | Amélie Mauresmo     | Elena Likhovtseva   | 6-1, 6-0        | Tableau |
| 39 | 09/08/2004 | Odlum Brown Women’s Open, Vancouver             | Tier V        | 110 000 $   | Dur (ext.)      | Nicole Vaidišová    | Laura Granville     | 2-6, 6-4, 6-2   | Tableau |
| 40 | 09/08/2004 | Idea Prokom Open, Sopot                         | Tier III      | 300 000 $   | Terre (ext.)    | Flavia Pennetta     | Klára Koukalová     | 7-5, 3-6, 6-3   | Tableau |
| 41 | 15/08/2004 | Olympic Tennis Event, Athènes                   | J. olympiques | NC          | Dur (ext.)      | Justine Henin       | Amélie Mauresmo     | 6-3, 6-3        | Tableau |
| 42 | 16/08/2004 | Western & Southern Open, Cincinnati             | Tier III      | 170 000 $   | Dur (ext.)      | Lindsay Davenport   | Vera Zvonareva      | 6-3, 6-2        | Tableau |
| 43 | 23/08/2004 | Pilot Pen Tennis by Michelob, New Haven         | Tier II       | 585 000 $   | Dur (ext.)      | Elena Bovina        | Nathalie Dechy      | 6-2, 2-6, 7-5   | Tableau |
| 44 | 24/08/2004 | Women’s Tennis Classic, Forest Hills            | Tier V        | 65 882 $    | Dur (ext.)      | Elena Likhovtseva   | Iveta Benešová      | 6-2, 6-2        | Tableau |
| 45 | 30/08/2004 | US Open, Flushing Meadows                       | G. Chelem     | 7 017 780 $ | Dur (ext.)      | Svetlana Kuznetsova | Elena Dementieva    | 6-3, 7-5        | Tableau |
| 46 | 13/09/2004 | Wismilak International, Bali                    | Tier III      | 225 000 $   | Dur (ext.)      | Svetlana Kuznetsova | Marlene Weingärtner | 6-1, 6-4        | Tableau |
| 47 | 20/09/2004 | China Open, Pékin                               | Tier II       | 585 000 $   | Dur (ext.)      | Serena Williams     | Svetlana Kuznetsova | 4-6, 7-5, 6-4   | Tableau |
| 48 | 27/09/2004 | Hansol Korea Tennis Championships, Séoul        | Tier IV       | 140 000 $   | Dur (ext.)      | Maria Sharapova     | Marta Domachowska   | 6-1, 6-1        | Tableau |
| 49 | 27/09/2004 | Gaz de France Stars, Hasselt                    | Tier III      | 170 000 $   | Moquette (int.) | Elena Dementieva    | Elena Bovina        | 0-6, 6-0, 6-4   | Tableau |
| 50 | 27/09/2004 | International Women’s Open, Guangzhou           | Tier III      | 170 000 $   | Dur (ext.)      | Li Na               | Martina Suchá       | 6-3, 6-4        | Tableau |
| 51 | 04/10/2004 | AIG Japan Open Tennis Championships, Tokyo      | Tier III      | 170 000 $   | Dur (ext.)      | Maria Sharapova     | Mashona Washington  | 6-0, 6-1        | Tableau |
| 52 | 04/10/2004 | Porsche Tennis Grand Prix, Filderstadt          | Tier II       | 650 000 $   | Dur (int.)      | Lindsay Davenport   | Amélie Mauresmo     | 6-2, ab.        | Tableau |
| 53 | 11/10/2004 | Tashkent Open, Tachkent                         | Tier IV       | 140 000 $   | Dur (ext.)      | Nicole Vaidišová    | Virginie Razzano    | 5-7, 6-3, 6-2   | Tableau |
| 54 | 11/10/2004 | Ladies Kremlin Cup, Moscou                      | Tier I        | 1 300 000 $ | Moquette (int.) | Anastasia Myskina   | Elena Dementieva    | 7-5, 6-0        | Tableau |
| 55 | 18/10/2004 | Swisscom Challenge, Zurich                      | Tier I        | 1 300 000 $ | Dur (int.)      | Alicia Molik        | Maria Sharapova     | 4-6, 6-2, 6-3   | Tableau |
| 56 | 25/10/2004 | SEAT Open, Luxembourg                           | Tier III      | 225 000 $   | Dur (int.)      | Alicia Molik        | Dinara Safina       | 6-3, 6-4        | Tableau |
| 57 | 25/10/2004 | Generali Ladies, Linz                           | Tier II       | 585 000 $   | Dur (int.)      | Amélie Mauresmo     | Elena Bovina        | 6-2, 6-0        | Tableau |
| 58 | 01/11/2004 | Challenge Bell, Québec                          | Tier III      | 170 000 $   | Moquette (int.) | Martina Suchá       | Abigail Spears      | 7-5, 3-6, 6-2   | Tableau |
| 59 | 01/11/2004 | Advanta Championships, Philadelphie             | Tier II       | 585 000 $   | Dur (int.)      | Amélie Mauresmo     | Vera Zvonareva      | 3-6, 6-2, 6-2   | Tableau |
| 60 | 08/11/2004 | Tour Championships by Porsche, Los Angeles      | Masters       | 3 000 000 $ | Dur (int.)      | Maria Sharapova     | Serena Williams     | 4-6, 6-2, 6-4   | Tableau |

### Double
| No | Date       | Nom et lieu du tournoi                         | Catégorie     | Dotation    | Surface         | Vainqueures                           | Finalistes                               | Score          |         |
| -- | ---------- | ---------------------------------------------- | ------------- | ----------- | --------------- | ------------------------------------- | ---------------------------------------- | -------------- | ------- |
| 1  | 05/01/2004 | ASB Classic Auckland                           | Tier IV       | 140 000 $   | Dur (ext.)      | Mervana Jugić-Salkić Jelena Kostanić  | Virginia Ruano Paola Suárez              | 7-66, 3-6, 6-1 | Tableau |
| 2  | 05/01/2004 | Uncle Tobys Hard Court Gold Coast              | Tier III      | 170 000 $   | Dur (ext.)      | Svetlana Kuznetsova Elena Likhovtseva | Liezel Huber Magdalena Maleeva           | 6-3, 6-4       | Tableau |
| 3  | 12/01/2004 | Canberra Women’s Classic Canberra              | Tier V        | 110 000 $   | Dur (ext.)      | Jelena Kostanić Claudine Schaul       | Caroline Dhenin Lisa McShea              | 6-4, 7-63      | Tableau |
| 4  | 12/01/2004 | Moorilla International Hobart                  | Tier V        | 110 000 $   | Dur (ext.)      | Shinobu Asagoe Seiko Okamoto          | Els Callens Barbara Schett               | 2-6, 6-4, 6-3  | Tableau |
| 5  | 12/01/2004 | Adidas International Sydney                    | Tier II       | 585 000 $   | Dur (ext.)      | Cara Black Rennae Stubbs              | Dinara Safina Meghann Shaughnessy        | 7-5, 3-6, 6-4  | Tableau |
| 6  | 19/01/2004 | Australian Open Melbourne                      | G. Chelem     | 5 590 310 $ | Dur (ext.)      | Virginia Ruano Paola Suárez           | Svetlana Kuznetsova Elena Likhovtseva    | 6-4, 6-3       | Tableau |
| 7  | 02/02/2004 | Toray Pan Pacific Open Tokyo                   | Tier I        | 1 300 000 $ | Moquette (int.) | Cara Black Rennae Stubbs              | Elena Likhovtseva Magdalena Maleeva      | 6-0, 6-1       | Tableau |
| 8  | 09/02/2004 | Open Gaz de France Paris                       | Tier II       | 585 000 $   | Moquette (int.) | Barbara Schett Patty Schnyder         | Silvia Farina Francesca Schiavone        | 6-3, 6-2       | Tableau |
| 9  | 16/02/2004 | ING Vysya Open Hyderabad                       | Tier IV       | 140 000 $   | Dur (ext.)      | Liezel Huber Sania Mirza              | Li Ting Sun Tiantian                     | 7-61, 6-4      | Tableau |
| 10 | 16/02/2004 | Kroger St. Jude Cellular South Cup Memphis     | Tier III      | 190 000 $   | Dur (int.)      | Åsa Svensson Meilen Tu                | Maria Sharapova Vera Zvonareva           | 6-4, 7-60      | Tableau |
| 11 | 16/02/2004 | Proximus Diamond Games Anvers                  | Tier II       | 585 000 $   | Moquette (int.) | Cara Black Els Callens                | Myriam Casanova Eléni Daniilídou         | 6-2, 6-1       | Tableau |
| 12 | 23/02/2004 | Copa Colsanitas Seguros Bolivar Bogota         | Tier III      | 170 000 $   | Terre (ext.)    | Barbara Schwartz Jasmin Wöhr          | Anabel Medina Arantxa Parra              | 6-1, 6-3       | Tableau |
| 13 | 23/02/2004 | Duty Free Women’s Open Dubaï                   | Tier II       | 585 000 $   | Dur (ext.)      | Janette Husárová Conchita Martínez    | Svetlana Kuznetsova Elena Likhovtseva    | 6-0, 1-6, 6-3  | Tableau |
| 14 | 01/03/2004 | Abierto Mexicano Movistar Acapulco             | Tier III      | 170 000 $   | Terre (ext.)    | Lisa McShea Milagros Sequera          | Olga Blahotová Gabriela Navrátilová      | 2-6, 7-65, 6-4 | Tableau |
| 15 | 01/03/2004 | Qatar Total Open Doha                          | Tier II       | 600 000 $   | Dur (ext.)      | Svetlana Kuznetsova Elena Likhovtseva | Janette Husárová Conchita Martínez       | 7-64, 6-2      | Tableau |
| 16 | 08/03/2004 | Pacific Life Open Indian Wells                 | Tier I        | 2 100 000 $ | Dur (ext.)      | Virginia Ruano Paola Suárez           | Svetlana Kuznetsova Elena Likhovtseva    | 6-1, 6-2       | Tableau |
| 17 | 24/03/2004 | NASDAQ-100 Open Miami                          | Tier I        | 3 060 000 $ | Dur (ext.)      | Nadia Petrova Meghann Shaughnessy     | Svetlana Kuznetsova Elena Likhovtseva    | 6-2, 6-3       | Tableau |
| 18 | 05/04/2004 | GP Princesse Lalla Meryem Casablanca           | Tier V        | 110 000 $   | Terre (ext.)    | Marion Bartoli Émilie Loit            | Els Callens Katarina Srebotnik           | 6-4, 6-2       | Tableau |
| 19 | 05/04/2004 | Bausch & Lomb Championships Amelia Island      | Tier II       | 585 000 $   | Terre (ext.)    | Nadia Petrova Meghann Shaughnessy     | Myriam Casanova Alicia Molik             | 3-6, 6-2, 7-5  | Tableau |
| 20 | 12/04/2004 | Estoril Open Estoril                           | Tier V        | 110 000 $   | Terre (ext.)    | Emmanuelle Gagliardi Janette Husárová | Olga Blahotová Gabriela Navrátilová      | 6-3, 6-2       | Tableau |
| 21 | 12/04/2004 | Family Circle Cup Charleston                   | Tier I        | 1 300 000 $ | Terre (ext.)    | Virginia Ruano Paola Suárez           | Martina Navrátilová Lisa Raymond         | 6-4, 6-1       | Tableau |
| 22 | 26/04/2004 | Tippmix Grand Prix Budapest                    | Tier V        | 110 000 $   | Terre (ext.)    | Petra Mandula Barbara Schett          | Virág Németh Ágnes Szávay                | 6-3, 6-2       | Tableau |
| 23 | 26/04/2004 | J&S Cup Varsovie                               | Tier II       | 585 000 $   | Terre (ext.)    | Silvia Farina Francesca Schiavone     | Gisela Dulko Patricia Tarabini           | 3-6, 6-2, 6-1  | Tableau |
| 24 | 03/05/2004 | Ladies German Open Berlin                      | Tier I        | 1 300 000 $ | Terre (ext.)    | Nadia Petrova Meghann Shaughnessy     | Janette Husárová Conchita Martínez       | 6-2, 2-6, 6-1  | Tableau |
| 25 | 10/05/2004 | Telecom Italia Masters Rome                    | Tier I        | 1 300 000 $ | Terre (ext.)    | Nadia Petrova Meghann Shaughnessy     | Virginia Ruano Paola Suárez              | 2-6, 6-3, 6-3  | Tableau |
| 26 | 17/05/2004 | Internationaux de Strasbourg Strasbourg        | Tier III      | 170 000 $   | Terre (ext.)    | Lisa McShea Milagros Sequera          | Tina Križan Katarina Srebotnik           | 6-4, 6-1       | Tableau |
| 27 | 17/05/2004 | Wien Energie Grand Prix Vienne                 | Tier III      | 170 000 $   | Terre (ext.)    | Martina Navrátilová Lisa Raymond      | Cara Black Rennae Stubbs                 | 6-2, 7-5       | Tableau |
| 28 | 24/05/2004 | Roland-Garros Paris                            | G. Chelem     | 5 982 126 $ | Terre (ext.)    | Virginia Ruano Paola Suárez           | Svetlana Kuznetsova Elena Likhovtseva    | 6-0, 6-3       | Tableau |
| 29 | 07/06/2004 | DFS Classic Birmingham                         | Tier III      | 170 000 $   | Gazon (ext.)    | Maria Kirilenko Maria Sharapova       | Lisa McShea Milagros Sequera             | 6-2, 6-1       | Tableau |
| 30 | 14/06/2004 | Ordina Open Bois-le-Duc                        | Tier III      | 170 000 $   | Gazon (ext.)    | Lisa McShea Milagros Sequera          | Jelena Kostanić Claudine Schaul          | 7-6, 6-3       | Tableau |
| 31 | 14/06/2004 | Hastings Direct Int’l Championships Eastbourne | Tier II       | 585 000 $   | Gazon (ext.)    | Alicia Molik Magüi Serna              | Svetlana Kuznetsova Elena Likhovtseva    | 6-4, 6-4       | Tableau |
| 32 | 21/06/2004 | The Championships Wimbledon                    | G. Chelem     | 6 063 070 $ | Gazon (ext.)    | Cara Black Rennae Stubbs              | Liezel Huber Ai Sugiyama                 | 6-3, 7-65      | Tableau |
| 33 | 12/07/2004 | Bank of the West Classic Stanford              | Tier II       | 585 000 $   | Dur (ext.)      | Eléni Daniilídou Nicole Pratt         | Iveta Benešová Claudine Schaul           | 6-2, 6-4       | Tableau |
| 34 | 19/07/2004 | Internazionali Femminili Palerme               | Tier V        | 110 000 $   | Terre (ext.)    | Anabel Medina Arantxa Sánchez         | Ľubomíra Kurhajcová Henrieta Nagyová     | 6-3, 7-64      | Tableau |
| 35 | 19/07/2004 | JPMorgan Chase Open Los Angeles                | Tier II       | 585 000 $   | Dur (ext.)      | Nadia Petrova Meghann Shaughnessy     | Conchita Martínez Virginia Ruano         | 6-72, 6-4, 6-3 | Tableau |
| 36 | 26/07/2004 | Acura Classic San Diego                        | Tier I        | 1 300 000 $ | Dur (ext.)      | Cara Black Rennae Stubbs              | Virginia Ruano Paola Suárez              | 4-6, 6-1, 6-4  | Tableau |
| 37 | 02/08/2004 | Nordea Nordic Light Open Stockholm             | Tier IV       | 140 000 $   | Dur (ext.)      | Alicia Molik Barbara Schett           | Emmanuelle Gagliardi Anna-Lena Grönefeld | 6-3, 6-3       | Tableau |
| 38 | 02/08/2004 | Coupe Rogers Montréal                          | Tier I        | 1 300 000 $ | Dur (ext.)      | Shinobu Asagoe Ai Sugiyama            | Liezel Huber Tamarine Tanasugarn         | 6-0, 6-3       | Tableau |
| 39 | 09/08/2004 | Odlum Brown Women’s Open Vancouver             | Tier V        | 110 000 $   | Dur (ext.)      | Bethanie Mattek Abigail Spears        | Els Callens Anna-Lena Grönefeld          | 6-3, 6-3       | Tableau |
| 40 | 09/08/2004 | Idea Prokom Open Sopot                         | Tier III      | 300 000 $   | Terre (ext.)    | Nuria Llagostera Marta Marrero        | Klaudia Jans Alicja Rosolska             | 6-4, 6-3       | Tableau |
| 41 | 15/08/2004 | Olympic Tennis Event Athènes                   | J. olympiques | NC          | Dur (ext.)      | Li Ting · Sun Tiantian                | Conchita Martínez · Virginia Ruano       | 6-3, 6-3       | Tableau |
| 42 | 16/08/2004 | Western & Southern Open Cincinnati             | Tier III      | 170 000 $   | Dur (ext.)      | Jill Craybas Marlene Weingärtner      | Emmanuelle Gagliardi Anna-Lena Grönefeld | 7-5, 7-62      | Tableau |
| 43 | 23/08/2004 | Pilot Pen Tennis by Michelob New Haven         | Tier II       | 585 000 $   | Dur (ext.)      | Nadia Petrova Meghann Shaughnessy     | Martina Navrátilová Lisa Raymond         | 6-1, 1-6, 7-64 | Tableau |
| 44 | 30/08/2004 | US Open Flushing Meadows                       | G. Chelem     | 7 017 780 $ | Dur (ext.)      | Virginia Ruano Paola Suárez           | Svetlana Kuznetsova Elena Likhovtseva    | 6-4, 7-5       | Tableau |
| 45 | 13/09/2004 | Wismilak International Bali                    | Tier III      | 225 000 $   | Dur (ext.)      | Anastasia Myskina Ai Sugiyama         | Svetlana Kuznetsova Arantxa Sánchez      | 6-3, 7-5       | Tableau |
| 46 | 20/09/2004 | China Open Pékin                               | Tier II       | 585 000 $   | Dur (ext.)      | Emmanuelle Gagliardi Dinara Safina    | Gisela Dulko María Vento-Kabchi          | 6-4, 6-4       | Tableau |
| 47 | 27/09/2004 | Hansol Korea Tennis Championships Séoul        | Tier IV       | 140 000 $   | Dur (ext.)      | Cho Yoon-jeong Jeon Mi-ra             | Chuang Chia-jung Hsieh Su-wei            | 6-3, 1-6, 7-5  | Tableau |
| 48 | 27/09/2004 | International Women’s Open Guangzhou           | Tier III      | 170 000 $   | Dur (ext.)      | Li Ting Sun Tiantian                  | Yang Shu-jing Yu Ying                    | 6-4, 6-1       | Tableau |
| 49 | 27/09/2004 | Gaz de France Stars Hasselt                    | Tier III      | 170 000 $   | Moquette (int.) | Jennifer Russell Mara Santangelo      | Nuria Llagostera Marta Marrero           | 6-3, 7-5       | Tableau |
| 50 | 04/10/2004 | AIG Japan Open Tennis Championships Tokyo      | Tier III      | 170 000 $   | Dur (ext.)      | Shinobu Asagoe Katarina Srebotnik     | Jennifer Hopkins Mashona Washington      | 6-1, 6-4       | Tableau |
| 51 | 04/10/2004 | Porsche Tennis Grand Prix Filderstadt          | Tier II       | 650 000 $   | Dur (int.)      | Cara Black Rennae Stubbs              | Anna-Lena Grönefeld Julia Schruff        | 6-3, 6-2       | Tableau |
| 52 | 11/10/2004 | Tashkent Open Tachkent                         | Tier IV       | 140 000 $   | Dur (ext.)      | A. Serra Zanetti Ant. Serra Zanetti   | Marion Bartoli Mara Santangelo           | 1-6, 6-3, 6-4  | Tableau |
| 53 | 11/10/2004 | Ladies Kremlin Cup Moscou                      | Tier I        | 1 300 000 $ | Moquette (int.) | Anastasia Myskina Vera Zvonareva      | Virginia Ruano Paola Suárez              | 6-3, 4-6, 6-2  | Tableau |
| 54 | 18/10/2004 | Swisscom Challenge Zurich                      | Tier I        | 1 300 000 $ | Dur (int.)      | Cara Black Rennae Stubbs              | Virginia Ruano Paola Suárez              | 6-4, 6-4       | Tableau |
| 55 | 25/10/2004 | SEAT Open Luxembourg                           | Tier III      | 225 000 $   | Dur (int.)      | Virginia Ruano Paola Suárez           | Jill Craybas Marlene Weingärtner         | 6-1, 6-71, 6-3 | Tableau |
| 56 | 25/10/2004 | Generali Ladies Linz                           | Tier II       | 585 000 $   | Dur (int.)      | Janette Husárová Elena Likhovtseva    | Nathalie Dechy Patty Schnyder            | 6-2, 7-5       | Tableau |
| 57 | 01/11/2004 | Challenge Bell Québec                          | Tier III      | 170 000 $   | Moquette (int.) | Carly Gullickson María Emilia Salerni | Els Callens Samantha Stosur              | 7-5, 7-5       | Tableau |
| 58 | 01/11/2004 | Advanta Championships Philadelphie             | Tier II       | 585 000 $   | Dur (int.)      | Alicia Molik Lisa Raymond             | Liezel Huber Corina Morariu              | 7-5, 6-4       | Tableau |
| 59 | 08/11/2004 | Tour Championships by Porsche Los Angeles      | Masters       | 3 000 000 $ | Dur (int.)      | Nadia Petrova Meghann Shaughnessy     | Cara Black Rennae Stubbs                 | 7-5, 6-2       | Tableau |

### Double mixte
| No | Date       | Nom et lieu du tournoi       | Catégorie | Dotation    | Surface      | Vainqueures                     | Finalistes                       | Score          |         |
| -- | ---------- | ---------------------------- | --------- | ----------- | ------------ | ------------------------------- | -------------------------------- | -------------- | ------- |
| 1  | 03/01/2004 | Hyundai Hopman Cup XVI Perth | ITF       | 1 000 000 $ | Dur (int.)   | Lindsay Davenport James Blake   | Daniela Hantuchová Karol Kučera  | 2 matchs à 1   | Tableau |
| 2  | 19/01/2004 | Australian Open Melbourne    | G. Chelem | 5 590 310 $ | Dur (ext.)   | Elena Bovina Nenad Zimonjić     | Martina Navrátilová Leander Paes | 6-1, 7-63      | Tableau |
| 3  | 24/05/2004 | Roland-Garros Paris          | G. Chelem | 5 982 126 $ | Terre (ext.) | Tatiana Golovin Richard Gasquet | Cara Black Wayne Black           | 6-3, 6-4       | Tableau |
| 4  | 21/06/2004 | The Championships Wimbledon  | G. Chelem | 6 063 070 $ | Gazon (ext.) | Cara Black Wayne Black          | Alicia Molik Todd Woodbridge     | 3-6, 7-68, 6-4 | Tableau |
| 5  | 30/08/2004 | US Open Flushing Meadows     | G. Chelem | 7 017 780 $ | Dur (ext.)   | Vera Zvonareva Bob Bryan        | Alicia Molik Todd Woodbridge     | 6-3, 6-4       | Tableau |

### Podiums aux Jeux olympiques d'Athènes
| Épreuve      | Or                     | Argent                                   | Bronze                         | 4e place                   |
| Simple dames | Justine Henin-Hardenne | Amélie Mauresmo                          | Alicia Molik                   | Anastasia Myskina          |
| Double dames | Li Ting Sun Tiantian   | Conchita Martínez Virginia Ruano Pascual | Paola Suárez Patricia Tarabini | Shinobu Asagoe Ai Sugiyama |

## Classements de fin de saison
| Rang | Joueuse             |
| ---- | ------------------- |
| 1    | Lindsay Davenport   |
| 2    | Amélie Mauresmo     |
| 3    | Anastasia Myskina   |
| 4    | Maria Sharapova     |
| 5    | Svetlana Kuznetsova |
| 6    | Elena Dementieva    |
| 7    | Serena Williams     |
| 8    | Justine Henin       |
| 9    | Venus Williams      |
| 10   | Jennifer Capriati   |
| 11   | Vera Zvonareva      |
| 12   | Nadia Petrova       |
| 13   | Alicia Molik        |
| 14   | Patty Schnyder      |
| 15   | Elena Bovina        |
| 16   | Paola Suárez        |
| 17   | Ai Sugiyama         |
| 18   | Karolina Šprem      |
| 19   | Francesca Schiavone |
| 20   | Silvia Farina Elia  |

| Rang | Joueuse                |
| ---- | ---------------------- |
| 1    | Virginia Ruano Pascual |
| 2    | Paola Suárez           |
| 3    | Cara Black             |
| 4    | Rennae Stubbs          |
| 5    | Elena Likhovtseva      |
| 6    | Meghann Shaughnessy    |
| 7    | Nadia Petrova          |
| 8    | Svetlana Kuznetsova    |
| 9    | Ai Sugiyama            |
| 10   | Lisa Raymond           |
| 11   | Liezel Huber           |
| 12   | Martina Navrátilová    |
| 13   | Janette Husárová       |
| 14   | Conchita Martínez      |
| 15   | Vera Zvonareva         |
| 16   | Anastasia Myskina      |
| 17   | Alicia Molik           |
| 18   | Patty Schnyder         |
| 19   | Barbara Schett         |
| 20   | Tamarine Tanasugarn    |

| Rang | Paire                  |
| ---- | ---------------------- |
| 1    | Virginia Ruano Pascual |
| 1    | Paola Suárez           |
| 2    | Cara Black             |
| 2    | Rennae Stubbs          |
| 3    | Svetlana Kuznetsova    |
| 3    | Elena Likhovtseva      |
| 4    | Nadia Petrova          |
| 4    | Meghann Shaughnessy    |
| 5    | Martina Navrátilová    |
| 5    | Lisa Raymond           |
| 6    | Liezel Huber           |
| 6    | Ai Sugiyama            |
| 7    | Janette Husárová       |
| 7    | Conchita Martínez      |
| 8    | Anastasia Myskina      |
| 8    | Vera Zvonareva         |
| 9    | Barbara Schett         |
| 9    | Patty Schnyder         |
| 10   | Li Ting                |
| 10   | Sun Tiantian           |

## Fed Cup
| Date     | Lieu                           | Surf.         | Vainqueur                                                              | Finaliste                                                 | Score |         |
| 27/11/04 | Moscou, Ice Stadium Krylatskoe | Carpet (int.) | Anastasia Myskina Vera Zvonareva Svetlana Kuznetsova Elena Likhovtseva | Nathalie Dechy Tatiana Golovin Émilie Loit Marion Bartoli | 3-2   | Tableau |